# Морские змеи
Морские змеи (лат. Hydrophiinae) — подсемейство аспидов, включающее около 200 видов.

## Особенности морских змей

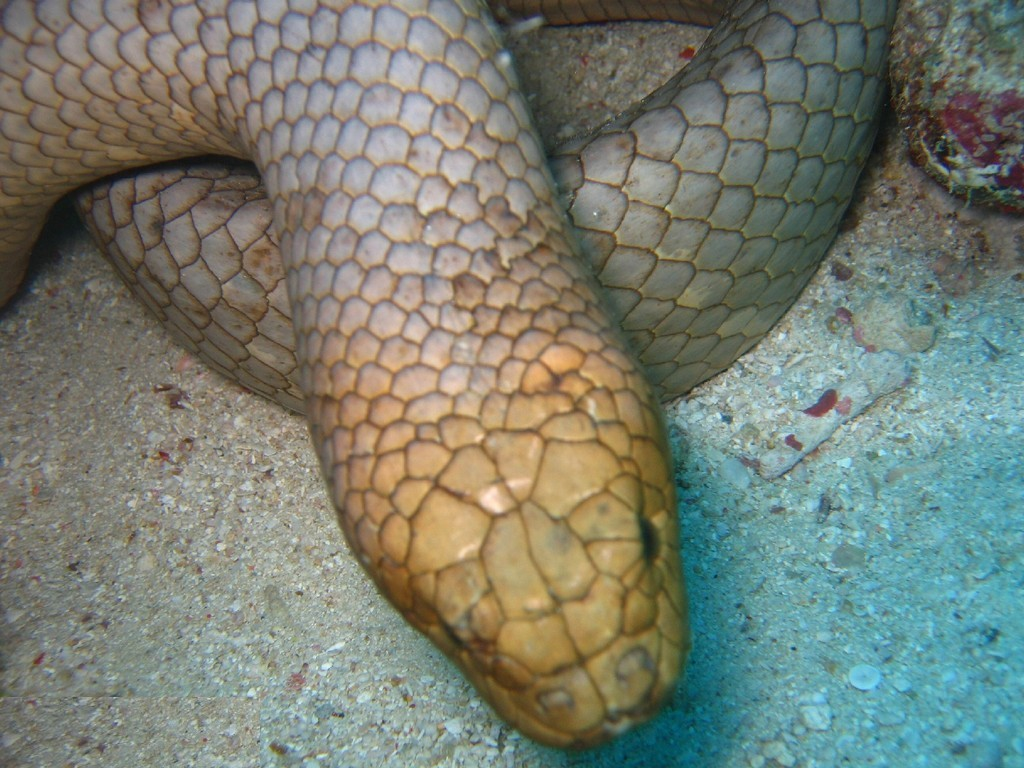

Большинство морских змей достигают размеров 1,2—1,4 м. Длина нескольких видов может превышать 2,5 (Hydrophis cyanocinctus) и даже 2,75 м (Hydrophis spiralis). Обычно самки заметно крупнее самцов. Масса змеи зависит от вида, пола и питания. Кольчатый плоскохвост при длине тела около 1,8 м имеет массу около 0,9—1,3 кг (Voris et al. 1998).
Форма тела также отличается у различных видов. Например, у Astrotia stokesii особенно большое отношение толщины туловища к длине. Многие виды Hydrophis имеют особо узкую голову и шейный отдел, из-за чего раньше ошибочно полагалось, что они питаются тонкими рыбами вроде угрей. Сейчас установлено, что они способны проглотить животное, вдвое превышающее по обхвату саму змею. А тонкая голова нужна, чтоб обнаруживать жертву в самых узких щелях рифов.
Анатомия морских змей сильно отличается от анатомии наземных змей. При этом в первую очередь заметна сплющенность хвоста с боков, общая для всех морских змей. К тому же у них сильно сокращено число брюшных чешуек, кроме рода Laticauda, которые хорошо передвигаются и на суше и имеют под языком солевые железы, выделяющие излишнюю соль из организма. У морских змей правое лёгкое сильно увеличено и доходит до хвоста. Отчасти лёгкое служит гидростатическим органом, наподобие плавательного пузыря у рыб. Морская змея не может захлебнуться и утонуть, хотя у неё и нет жабр. Кроме лёгочного дыхания, у морских змей развилась совершенно уникальная способность усваивать кислород, растворённый в воде, с помощью слизистой оболочки ротовой полости. Этот дополнительный орган дыхания пронизан целой сетью капиллярных кровеносных сосудов. Нырнув, морская змея приоткрывает рот и дышит с помощью его слизистых покровов. Поднявшись на поверхность, она выставляет из воды кончик морды с ноздрями и вдыхает в единственное лёгкое воздух. Чтобы при нырянии вода не проникла в дыхательные пути, ноздри снабжены специальными запирающими клапанами.
Большинство морских змей питается рыбой. Добычу они глотают целиком, убив её предварительно укусом ядовитых зубов. Рыбы менее чувствительны к змеиному яду, чем теплокровные животные, поэтому яд морских змей обладает очень высокой токсичностью. Его действие, подобно действию яда кобры и других представителей семейства аспидовых, не вызывает кровоизлияний или опухолей, а подавляет передачу нервных импульсов, что приводит к параличу дыхательного центра и быстрой гибели поражённого животного.
Несмотря на мощный ядовитый аппарат, морские змеи практически не опасны для человека. Часто они запутываются в рыбачьих сетях, куда попадают вместе с преследуемой стаей рыб. Однако рыбаки безбоязненно вынимают змей из сети голыми руками и совершенно не боятся их ядовитых зубов. Дело в том, что морские змеи пускают в ход своё грозное оружие лишь при охоте и только в крайнем случае используют его для самообороны. Если морскую змею взять в руки осторожно, не причиняя боли, она никогда не укусит. В противном случае змея может нанести молниеносный укус, вызывающий тяжёлые последствия, а иногда заканчивающийся смертью (хотя яд морских змей, как говорилось выше, обладает очень высокой токсичностью, смерть наступает не всегда, так как в ранку вводится очень маленькая доза яда). Самой ядовитой морской змеёй считается Aipysurus duboisii, которая после тайпана и бурой змеи — третья по ядовитости змея в мире.
Морские змеи населяют прибрежные тропические воды Индийского и Тихого океанов и Красного моря. Обычно они держатся у самой поверхности воды и вблизи берегов, но нередко удаляются от суши на 50—60 километров; в очень редких случаях их видели на расстоянии 250 километров. Часто их можно встретить вблизи устьев рек, где они подстерегают свою добычу. Случается, что морские змеи даже заплывают в пресные воды реки, но надолго они там не задерживаются. Понадобилось 50 лет, чтобы один вид морских змей преодолел сравнительно короткий (65 километров) Панамский канал и проник из Тихого океана в Карибское море. Пресноводные озёра, входящие в систему Панамского канала, оказались для них очень серьёзным препятствием.
Морских змей нельзя назвать редкими животными; часто они встречаются значительными скоплениями. В Малаккском проливе однажды было обнаружено гигантское скопление крупных (до полутора метров) ярко-красных с чёрными кольцами морских змей из рода астроция. По свидетельству очевидцев, змеи плыли тесными рядами около трёх метров по фронту и длиной почти сто километров.
Половозрелость морских змей наступает в годовалом возрасте. После длительного периода беременности живородящие морские змеи приносят всего одного-двух крупных детёнышей, а яйцекладущие змеи откладывают лишь несколько яиц.
Большинство видов морских змей имеет яркую окраску, их рисунок незамысловатый — обычно, это чередующиеся светлые и тёмные кольца. Совершенно необычна окраска двухцветной пеламиды: её нижняя сторона и бока светло-жёлтые, почти белые, голова и спина — чёрные, несколько чёрных пятен расположено по бокам плоского хвоста. У пеламиды и состав пищи иной, чем у других морских змей: она охотится исключительно на головоногих моллюсков.
Как уже указывалось, морские змеи обитают только в тропиках, но это не относится к пеламиде, которая заплывает и к мысу Доброй Надежды, и в Японское море. Один мёртвый экземпляр этого вида был найден даже в российских водах — на берегу залива Посьета.

## Роды
К подсемейству относят следующие роды:
- Acalyptophis
- Aipysurus
- Antaioserpens
- Aspidomorphus
- Austrelaps
- Brachyurophis
- Cacophis
- Cryptophis
- Demansia
- Denisonia
- Drysdalia
- Echiopsis
- Elapognathus
- Emydocephalus
- Ephalophis
- Furina
- Hemiaspis
- Hoplocephalus
- Hydrelaps
- Hydrophis
- Loveridgelaps
- Micropechis
- Neelaps
- Notechis
- Ogmodon
- Oxyuranus
- Parahydrophis
- Parapistocalamus
- Paroplocephalus
- Pseudechis
- Pseudonaja
- Rhinoplocephalus
- Salomonelaps
- Simoselaps
- Suta
- Toxicocalamus
- Tropidechis
- Vermicella